# ملیساند اورشلیم
ملیساند (۱۱۰۵–۱۱۶۱) از ۱۱۳۱ تا ۱۱۵۳ ملکهٔ پادشاهی اورشلیم بود و از سال ۱۱۵۳ تا ۱۱۶۱ تا هنگام مرگ نایب‌السلطنهٔ پسرش بود. او اولین فرزند بالدوین دوم و مورفیا ملیتین، شاهزادهٔ ارمنی، بود. وی به‌مدت ۲۲ سال به‌عنوان فرمانروای مشترک با همسر و فرزند خود به‌تنهایی حکومت کرد، زیرا همسرش کمی بیمار و بی‌توجه و پسرش خردسال بود و به سن قانونی نرسید بود و بعد به‌مدت ۸ سال به‌عنوان نایب‌السلطنه در سن بلوغ پسرش ادارهٔ کشور را عمدتاً به‌تنهایی در دست گرفت، زیرا پسرش، بالدوین، بیشتر در کارزار نظامی سخت و طولانی‌مدت بود.

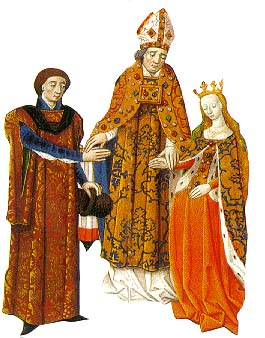
ملیساند و فولک